# Галаган Валентина Яківна
Валентина Яківна Галаган (нар. 10 лютого 1952, Вінниця) — український історик і педагог, доктор історичних наук з 1991 року, професор з 1995 року.

## Біографія
Народилася 10 лютого 1952 року у місті Вінниці. У 1971—1976 роках навчалася на історичному факультеті Київського державного університету імені Т. Шевченка, який закінчила по спеціальності «Історик, викладач історії й суспільствознавства». У 1976—1979 роках — асистент кафедри історії Київського інституту народного господарства. У 1979—1981 роках — аспірантка Київського державного університету. 1982 року захистила кандидатську дисертацію на тему: «Допомога населення Червоній Армії під час визволення України від німецько-фашистських загарбників» (науковий керівник — Григорій Письменний). У 1981—1983 роках — асистент кафедри історії Київського інституту харчових технологій. У 1983—1989 роках — старший викладач кафедри історії Київського інституту культури. З березня 1989 року — доцент, з 1995 року — професор Київського інституту залізничного транспорту. З 1993 року очолювала кафедру суспільних і гуманітарних наук цього ж інституту. 1991 року захистила докторську дисертацію на тему «Жіноцтво України в роки другої світової війни».
Виступала з доповідями на міжнародних та всеукраїнських конференціях, присвячених жіночому рухові й стану жіноцтва в Україні, зокрема, 1995 року у Пекіні на Всесвітньому форумі жінок. Очолює секцію жінок-учених у Спілці жінок України, є членом президії Спілки жінок міста Києва.

## Наукова діяльність
Досліджувала історію і сучасний стан жіночого руху в Україні; історію України періоду Другої світової війни; історію залізничного транспорту. Серед праць:
- Трудящиеся Києва — фронту (1941—1945). — Київ, 1981;
- Патриоты Советской Украины. — Київ, 1986;
- Ратный подвиг женщин в годы Великой Отечественной войны. — Київ, 1986;
- 80 лет борьбы, завоеваний и надежд. — Київ, 1990;
- Советская женщина: портрет в ретроспективе. — Київ, 1990;
- Історія України в особах: ІХ–XVIII ст. 1993 (у співавторстві);
- Історія України в особах: ХІХ–ХХ ст. 1995 (у співавторстві);
- Звитяжниці: Жінки-Герої Радянського Союзу. 1995 (у співавторстві);
- Женщины столицы Украйни — Києва в годы Великой Отечественной войны. — Київ, 1999;
- Історія України: Навчально-методичний посібник. 2001;
- Історія розвитку транспорту: Навчально-методичний посібник. 2004 (у співавторстві);
- Вища освіта України і Болонський процес: Навчальний посібник. 2005 (у співавторстві);
- Основи психології і педагогіки: Навчальний посібник. 2005 (у співавторстві).

Здійснює керівництво аспірантами за спеціальністю «Історія України». Підготувала ряд кандидатів наук.